# Dmytro Pidruchny
Dmytro Volodymyrovych Pidruchny –en ucraniano, Дмитро Володимирович Підручний– (Ternopil, 5 de noviembre de 1991) es un deportista ucraniano que compite en biatlón.
Ganó una medalla de oro en el Campeonato Mundial de Biatlón de 2019 y cuatro medallas en el Campeonato Europeo de Biatlón entre los años 2015 y 2020.

## Palmarés internacional
| Campeonato Mundial | Campeonato Mundial           | Campeonato Mundial | Campeonato Mundial |
| Año                | Lugar                        | Medalla            | Prueba             |
| ------------------ | ---------------------------- | ------------------ | ------------------ |
| 2019               | Östersund (Suecia)           | Medalla de oro     | Persecución        |
| Campeonato Europeo |                              |                    |                    |
| Año                | Lugar                        | Medalla            | Prueba             |
| 2015               | Otepää (Estonia)             | Medalla de plata   | Relevo             |
| 2018               | Val Ridanna (Italia)         | Medalla de oro     | Relevo mixto       |
| 2020               | Minsk-Raubichi (Bielorrusia) | Medalla de oro     | Relevo mixto       |
| 2020               | Minsk-Raubichi (Bielorrusia) | Medalla de bronce  | Supervelocidad     |